# Cebus albifrons
Cairara-de-fronte-branca (Cebus albifrons) é um primata da família Cebidae. Ocorre na América do Sul: Sudeste da Colômbia, Equador, sul da Venezuela, Peru, Bolívia e Brasil.
O comprimento da cabeça e corpo é de cerca de 36 cm, cauda é 42,2 cm. Seu peso varia de 2,3 a 3 Kg.
Habitam uma área de 115 a 150 hectares e podem coexistir com outras  espécies de primatas. Arborícolas, eventualmente exploram o solo, vivendo em grupos de 15 a 35 individuos.
Sua dieta inclui frutos, castanhas, nectar, pequenos invertebrados, lagartos, e ovos  de aves.